# Michael Trevino
Michael Trevino (25 januari 1985) is een Amerikaans acteur.
Zijn moeder kwam uit Zacatecas, Mexico, en zijn vader, geboren in Fresno in Californië, was een kind van Mexicaanse immigranten.
Trevino speelde de rol van Jackson Mease, de erfgenaam van Meade Milk, in de Disney Channel-film Cow Belles. Hij heeft ook een aantal gastrollen gehad in onder andere Cold Case, Without a Trace, Bones en Commander in Chief. Hij was te zien in Not Another Teen Movie als figurant. Trevino had ook een kleine rol in de televisieserie Charmed. Dit was in het achtste seizoen in de aflevering "Malice in Wonderland", waarin hij de rol van Alistair vertolkte. Trevino had verder een terugkerende rol in The Riches. Hij speelde daarin een middelbare scholier, Brent, in een vier afleveringen durend verhaal in het eerste seizoen, en verscheen ook in de derde aflevering van seizoen 2.
Voorts speelde hij de rol van Jaime Vega in de korte televisieserie Cane uit 2007.
Trevino werd ook uitgekozen voor de rol van Ozzie, een leerling aan de West Beverly Hills High School voor een drie afleveringen durend verhaal in de serie 90210 van het Amerikaanse televisienetwerk The CW. Hij speelde de rol van Naomi's liefje van de week.
Trevino speelt nu de rol van Tyler Lockwood in de nieuwe populaire serie The Vampire Diaries, die voor het eerst te zien was in september 2009 op The CW.

## Privé
Trevino is verloofd met het Nederlandse model Bregje Heinen.

## Filmografie/televisie
| Jaar      | Titel                          | Personage       | Omschrijving                          |
| --------- | ------------------------------ | --------------- | ------------------------------------- |
| 2010      | The Factory                    | Tad             | Film                                  |
| 2009-2017 | The Vampire Diaries            | Tyler Lockwood  | Een van de hoofdrollen / Weerwolf     |
| 2009      | CSI: NY                        | Gavin Skidmore  | Gastrol                               |
| 2009      | The Mentalist                  | Brandon Fulton  | Gastrol                               |
| 2009      | Love Finds a Home              | Joshua          | Tv-film                               |
| 2009      | CSI: Crime Scene Investigation | Dave Henkel     | Gastrol (aflevering Turn, Turn, Turn) |
| 2008      | Austin Golden Hour             | Jake            | Gastrol                               |
| 2008      | 90210                          | Ozzie Cardoza   | Gastrol in meerdere afleveringen      |
| 2007–2008 | The Riches                     | Brent           | Gastrol                               |
| 2007      | Cane                           | Jaime Vega      | Gastrol                               |
| 2006      | Bones                          | Graham Hastings | Gastrol                               |
| 2006      | CSI: Miami                     | Matthew Batra   | Gastrol                               |
| 2006      | Cold Case                      | Zach            | Gastrol                               |
| 2006      | Without a Trace                | Carter Rollins  | Gastrol                               |
| 2005–2006 | Commander in Chief             | Kevin           | Een van de hoofdrollen                |
| 2006      | Cow Belles                     | Jackson Meade   | Film                                  |
| 2005      | Charmed                        | Alastair        | Gastrol                               |
| 2005      | Summerland                     | Tim Bowser      | Gastrol                               |